# Meteor (web framework)
Meteor, o MeteorJS, es un framework para aplicaciones web con JavaScript libre y de código abierto usando Node.js. Meteor facilita la creación rápida de prototipos y produce código multiplataforma (web, Android, iOS y escritorio). Se integra con MongoDB y usa Distributed Data Protocol y un patrón publish-subscribe para propagar automáticamente al cliente cambios en los datos sin requerir que el desarrollador escriba algún código de sincronización. En el cliente, Meteor depende de jQuery y puede ser usado con cualquier librería de UI para JavaScript.

## Historia
Meteor fue presentado en diciembre de 2011 bajo el nombre Skybreak.
Meteor es desarrollado por el Meteor Development Group. La startup fue incubada por Y Combinator y recibió $11.2 MDD en fondos de Andreessen Horowitz en julio de 2012.
En octubre de 2014, Meteor Development Group adquirió la compañía incubada por Y Combimator FathomDB, con la meta de expandir el soporte de base de datos de Meteor.